# Benny Lévy
Pour les articles homonymes, voir Lévy.
Benny Lévy, né le 28 août 1945 au Caire (Égypte) et mort à Jérusalem le 15 octobre 2003, est un philosophe, un homme politique et un écrivain français.
Militant maoïste de premier plan sous le pseudonyme de Pierre Victor, il dirige dans la France de l'immédiat « après-Mai » (début des années 1970) la Gauche prolétarienne, groupe politique d'extrême gauche inspiré par la doctrine maoïste. Après avoir renoncé à la violence politique, puis préconisé la dissolution en 1973 de la Gauche prolétarienne, il devient un militant traditionaliste juif et, inspiré par la pensée d'Emmanuel Levinas, il cofonde en 2000 avec Alain Finkielkraut et Bernard Henri Lévy l'Institut d'études lévinassiennes, qu'il dirigera jusqu'à sa mort en 2003.
Il fut le secrétaire de Jean-Paul Sartre de septembre 1973 jusqu’à la mort du philosophe en 1980. À cette époque, la parution d'entretiens entre les deux hommes dans lesquels Sartre semble témoigner, au contact de Benny Lévy, d'un renoncement à sa première conception de la question juive et d'une forme de conversion au messianisme juif, suscita une vive controverse. Les textes sont publiés sous le titre L'Espoir maintenant.
L'expression « de Mao à Moïse », symbolique de l'évolution d'un certain nombre d'intellectuels juifs de sa génération, a été inventée pour qualifier sa trajectoire. Éric Aeschimann y reconnaît une période clé de l’histoire de la gauche intellectuelle en France : « de l’agitation gauchiste à l'antimarxisme, de la création de Libération à la défense du judaïsme. »

## Biographie

### Enfance et formation
Benny Lévy naît au Caire dans une famille juive assimilée à la culture moderne. Les enfants vont au lycée français. Benny éprouve une grande admiration pour son frère aîné, Eddy (devenu Adel Rifaat), militant communiste converti à l’islam. Toutefois la vague d’antisémitisme qui déferle sur l’Égypte en 1956 en raison du conflit israélo-arabe et de la crise du canal de Suez, oblige la famille à quitter l'Égypte ; elle perd la nationalité égyptienne. Seul Adel Rifaat restera en Égypte. Il sera emprisonné par le régime avec son compère Bahgat Elnadi à la fin des années 1950, puis Elnadi et Rifaat viendront en France en 1966. Benny Lévy et Adel Rifaat se retrouveront alors : ils ne s'étaient pas vus depuis dix ans.
À onze ans, Benny Lévy s'installe en Belgique avec ses parents. Il suit les cours du lycée français de Bruxelles. Après ses études secondaires, il arrive à Paris, entre en classe préparatoire au lycée Louis-le-Grand et intègre l'École normale supérieure en 1965. Sa demande de nationalité française, pourtant soutenue par Robert Flacelière, directeur de l’École normale, est rejetée par le président Georges Pompidou.
Ce refus coïncide avec ce que Benny Lévy appelle lui-même un « indice de la monstruosité » : l’entrée en politique. À la demande de son maître Louis Althusser, il met en fiches les œuvres complètes de Lénine. Il s'engage dans l'Union des étudiants communistes (UEC), puis, dès sa fondation en 1966, dans l'Union des jeunesses communistes marxistes-léninistes (UJCML), groupe pro-chinois dont il est l'un des principaux dirigeants avec Robert Linhart. Il se lie avec Jacques-Alain Miller, Jean-Claude Milner, Serge July, etc.

### La période «Pierre Victor»
Après les événements de Mai 68, le groupe dirigeant de l'UJCML est mis en minorité. Le groupe fonde alors la Gauche prolétarienne (GP), d'inspiration maoïste. Il va s’agir, selon la formule marxiste-léniniste, de « changer l’homme en ce qu’il a de plus profond ». Benny Lévy prend le pseudonyme de Pierre Victor et devient le leader de la GP. Plus tard, en 2002, il contestera ce pseudonyme en ces termes :

« Première monstruosité : ce pseudonyme, Pierre Victor… Dans la Gauche prolétarienne, le groupe que j'avais construit, on m'appelait Pierre, après m'avoir appelé Jean : rien que des évangélistes… Comme l'écrivait Henri Heine, je payais le billet d'intégration à la société française : on m'appelait Pierre Victor ; quand j'entendais ce nom, quelque chose en moi hurlait : ce n'est pas moi ! »

En 1970, la Gauche prolétarienne est interdite. Apatride et dirigeant d'un groupe interdit, Benny Lévy doit mener une vie clandestine. C'est à l'occasion de l'interdiction de La Cause du peuple, le journal de la GP, qu'il a l'occasion de rencontrer Jean-Paul Sartre, à qui il restera toujours fidèle :

« Sartre était non pas un père, pour moi, mais un frère aîné… Pour moi, le seul grand, c'était Sartre. »

Benny Lévy soutient la création du journal Libération où les membres de la GP sont majoritaires, mais il ne s'implique pas personnellement dans la rédaction du journal. Dans Tigre en papier, Olivier Rolin décrit Benny Lévy, à cette époque, sous le nom de Gédéon :

« Gédéon pouvait parler une heure sans notes, sans la moindre hésitation, sans commettre la plus petite faute de syntaxe. Sa voix égale, que n’altérait aucun changement de ton, de rythme, aucun lapsus, aucune plaisanterie non plus, cela va de soi, avait un pouvoir littéralement hypnotique. […] Lorsqu’il se taisait, les situations les plus compliquées semblaient soudain simples, des voies lumineuses s’ouvraient dans la broussaille du monde, chacun savait ce qui lui restait à faire. »

En 1972, la mort du militant Pierre Overney, tué par un vigile de la Régie Renault, puis l’enlèvement en représailles d’un cadre de la régie Renault, Robert Nogrette, marquent la rupture. Benny Lévy renonce à s’engager dans le cycle de la violence comme les Brigades rouges italiennes ou la Fraction armée rouge allemande. « Benny ordonne à ses troupes de relâcher Nogrette. Tout comme il condamne la tuerie des athlètes israéliens à Munich en 1972, qui le choque profondément, alors qu'une partie de sa base est constituée de travailleurs immigrés très pro-palestiniens. À ce propos, il indique qu'il a dû « entendre des propos antisémites d'une violence rare » mais qu'il s'est tu pour payer ce fameux « billet d'intégration à la société française ». Il crée des comités pour la Palestine, car « on devait être antisionistes mais alors surtout pas antisémites », précise-t-il ; cependant il se rend compte que ses militants ne font aucune différence entre antisionisme et antisémitisme.
À l'automne 1973, il préconise la dissolution de la GP et entame un tour de France pour expliquer aux militants des régions que c'est fini, qu'il faut renoncer au rêve révolutionnaire».

### Le «retour» au judaïsme
En 1973, Benny Lévy devient le secrétaire particulier de Sartre, et le restera jusqu'à la mort de ce dernier en 1980. Il obtient la nationalité française grâce à une intervention de Sartre auprès du président de la République Giscard d'Estaing.
Il découvre la philosophie d'Emmanuel Levinas en 1978 dont l'étude le pousse à apprendre l'hébreu qu'il soupçonne derrière la « prose exceptionnelle de Levinas », dit-il.
Lors d'un voyage avec Sartre en Israël, Benny Lévy fait sa Bar Mitzvah (majorité religieuse) puis, il s'investit dans des études talmudiques. Il part étudier la Torah à Strasbourg à la Yeshiva des étudiants, auprès du rabbin Eliyahou Abitbol. Proche du spécialiste de la Kabbale, Charles Mopsik, il est conseiller de direction de la collection Les Dix Paroles aux éditions Verdier à partir de 1979. Dans le dernier texte écrit avant sa mort, Être juif, Benny Lévy revient sur ce qu'il décrit comme son « tournement » :

« “De Mao à Moïse”, s’exclame-t-on [à mon sujet], oubliant que pour être exact, il faut dire de Moïse à Mao, de Mao à Moïse, c’est-à-dire de Moïse à Moïse en passant par Mao. Le destin ordinaire du Juif – le miracle – tient dans la révélation de cette immobilité, en dépit de tous les mouvements du Siècle. »

Benny Lévy est chargé de cours à l'université Paris VII de 1975 à 1980. Il est ensuite, toujours à Paris VII, assistant associé, de 1980 à 1989. Il obtient un doctorat de 3e cycle en histoire de la philosophie à la Sorbonne en novembre 1985, avec une thèse traitant du rapport de Philon d'Alexandrie au rabbinisme pharisien sous la direction de l'antiquisant Pierre Thillet, et une habilitation à diriger des recherches en philosophie préparée sous la direction de Dominique Lecourt en septembre 1998 à l’université de Paris VII. Contractuel en philosophie à l'université François-Rabelais de Tours de 1989 à 1993, il a été ensuite maître de conférences à l'université Paris VII de 1993 à 1997.
En 1997, Benny Lévy obtient un « détachement » pour créer l’École doctorale française de Jérusalem de philosophie et de littérature qui deviendra en 2000 l'Institut d'études lévinassiennes) destinée à populariser la pensée levinassienne, et s'installe alors en Israël. Désormais passionné par l'étude de la Torah, il fait la connaissance du rabbin Moshe Shapira et devient son disciple. Toutefois, il publie toujours ses livres en langue française aux éditions Verdier à Paris. Ainsi Visage continu : la pensée du retour chez Emmanuel Lévinas paraît en 1998. En 2000, il fonde avec Bernard-Henri Lévy et Alain Finkielkraut l’Institut d'études lévinassiennes, qu'il dirige. Il publie Le Meurtre du Pasteur : critique de la vision politique du monde en 2002. En 2003, il achève un essai sur le messianisme juif moderne, Être juif : étude lévinassienne, qui est publié après sa mort, consécutive à une crise cardiaque, survenue la même année.

### Famille
Benny Lévy a deux frères : Eddy Lévy devenu l'essayiste Adel Rifaat (qui publie en duo avec Bahgat Elnadi sous le pseudonyme de Mahmoud Hussein), et l'historien des mathématiques Tony Lévy.
Léo Lévy, née Judith Aronowicz, est la veuve de Benny Lévy et la mère de leurs enfants : René devenu également philosophe, directeur de l’Institut d’études lévinassiennes et directeur de publication, Rachel, Déborah, Michaël et Batsheva. Elle a publié une relation de son parcours avec Benny Lévy : À la vie (2013).

## L'affaire deL'Espoir maintenant
Entre 1978 et 1980, Benny Lévy fait découvrir à Sartre, dont il est le secrétaire, l’œuvre de Levinas : « Benny Levy lui en parlait lors de longues après-midi de lecture à haute voix. Il lui lisait Difficile liberté». Un moment décisif, tant pour l’un que pour l’autre, selon Bernard-Henri Lévy.
Des entretiens de Sartre et de Benny Lévy sur Levinas et sur le judaïsme résulte un texte intitulé L’Espoir maintenant, publié d'abord par extraits dans Le Nouvel Observateur, sur trois numéros, le 10, le 17 et le 24 mars 1980, sous la forme d’un dialogue de vingt-cinq pages dans sa totalité, un texte dont Bernard-Henri Lévy souligne l’importance dans l'itinéraire philosophique de Sartre : « C’est une libération. Un moment de lucidité formidable, de maturité. La grande tristesse de ce texte, c’est que Sartre meurt juste après alors que c’est un jeune Sartre qui recommence ». Un texte retentissant.
L’Espoir maintenant provoque un scandale. Benny Levy est accusé par l'entourage de Sartre d'avoir abusé de son état de faiblesse (Sartre est presque aveugle) pour lui imposer sa pensée. Olivier Todd parle d'un « détournement de vieillard ». Simone de Beauvoir reproche à Benny Lévy d’avoir contraint Sartre à des déclarations démentes. John Gerrasi, l’un des biographes de Sartre, dénonce même la « manipulation diabolique » de Benny Lévy, « un petit chef de guerre fanatique », « un juif égyptien », devenu « rabbin et talmudiste ».
Toutefois, Jean Daniel, le directeur du Nouvel Observateur, témoigne que Sartre est parfaitement conscient de ce qu'il fait en publiant L’Espoir maintenant. Il a fallu que Sartre appelle Jean Daniel pour que ce dernier décide de le publier. Daniel lui a demandé : « Vous avez le texte près de vous ? – Je l'ai en tête », a répondu Sartre. Et, en effet, « il le connaissait par cœur », assure Daniel. Et Sartre d'insister : « Je veux, Jean Daniel, je dis bien je veux que mon entretien avec Victor soit publié dans l’Obs. C’est moi Sartre qui vous parle. Je compte sur vous ».
Pour Vincent de Coorebyter, spécialiste de Sartre, « il n’y a pas détournement mais déploiement », certainement plus une « rencontre » qu'une « influence » mais il n'y a ni « manipulation » par Benny Lévy car l'instrumentalisation est réciproque, ni « conversion » qui relèverait du mythe et point non plus de « rupture » ou de « révolution » dans sa philosophie. Le penseur belge considère même que dans ces entretiens, « Sartre est resté bien plus fidèle à lui-même qu’il ne le voulait ».
Bernard-Henri Lévy remarque :

« On a parlé d’aliénation et même de sénilité, parce qu’évidemment l’auteur de L’Être et le Néant, de La Critique de la raison dialectique, venant dire : le peuple métaphysique par excellence, c’est le peuple juif ; […] un Sartre qui dit que c’est l’existence du peuple juif, sa survie à travers les âges qui lui fait comprendre que le culte de l’Histoire est une infamie et que Hegel s’est finalement trompé, un Sartre qui dit qu’il retrouve le sens de la réciprocité qui n’a rien à voir avec le groupe en fusion ou la chaleur de la meute, et un Sartre qui trouve ce goût de la réciprocité dans les rapports très curieux qui unissent le Dieu juif et son peuple. Tout cela, évidemment, surprend. »

## Parcours philosophique

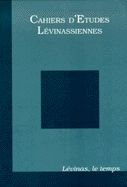
Cahier d'Études Lévinassiennes, 2007

Benny Lévy se comprend dans l'école lévinassienne française avec Bernard-Henri Lévy, Jean-Claude Milner, Alain Finkielkraut, Éric Marty ou Jean-Luc Marion. Des philosophes différents les uns des autres, divergents et parfois opposés, mais qui portent une attention particulière à Levinas ; des philosophes qui ne forment qu'une école théorique, mais qui trouvent un point d'ancrage à l'Institut d'études lévinassiennes fondé par Benny Lévy, Alain Finkielkraut et Bernard-Henri Lévy.
« Benny Lévy pouvait être affreusement cassant, et il y a mille phrases de lui à récuser. Son héritage est ailleurs, dans sa façon d'utiliser les textes juifs pour mettre à nu la structure de la politique. Son plus grand livre, Le Meurtre du pasteur, est une déconstruction méthodique du “tout est politique” issu des Lumières. L'universalisme, estime-t-il, finit toujours dans la destruction des savoirs particuliers, donc dans la terreur, donc dans la persécution du peuple juif, qui incarne cette fidélité à la tradition », remarque Eric Aeschimann.

## Œuvres
- On a raison de se révolter (cosigné, sous le pseudonyme de Pierre Victor, avec Jean-Paul Sartre et Philippe Gavi), Gallimard, coll. « La France sauvage », 1974
- L’Espoir maintenant, entretiens avec Jean-Paul Sartre, Le Nouvel Observateur, mars 1980
- Le Nom de l'homme. Dialogue avec Sartre, Verdier, 1984
- Le Logos et la Lettre. Philon d'Alexandrie en regard des pharisiens, Verdier, 1988
- L'Espoir maintenant. Les entretiens de 1980 (avec Jean-Paul Sartre), suivis du Mot de la fin, Verdier, 1991
- Visage continu : la pensée du retour chez Emmanuel Lévinas, Verdier, 1998
- Le Meurtre du Pasteur. Critique de la vision politique du monde, coéd. Verdier-Grasset, coll. « Figures », 2002
- Être juif. Étude lévinassienne, Verdier, 2003
- La Confusion des temps, Verdier, 2004
- La Cérémonie de la naissance, Verdier, 2005
- Le Livre et les livres. Entretiens sur la laïcité (avec Alain Finkielkraut), Verdier, 2006
- Pouvoir et Liberté (les cahiers de travail en dialogue avec Sartre, 1975-1980), édition établie, annotée et présentée par Gilles Hanus, Verdier, 2007
- Lévinas : Dieu et la philosophie (séminaire de Jérusalem, 1996-1997), texte établi par Léo Lévy, Verdier/poche, 2009
- L’Alcibiade. Introduction à la lecture de Platon (cours à l’université Paris-VII, 1996), Verdier/poche, 2013
- Le Phédon. Philosopher en présence de la mort, (cours à l'université Paris-VII, 1993-1994), Verdier/poche, 2018

#### Livres sur Benny Lévy
- Cahiers d'études lévinassiennes, "Benny Lévy", n° hors-série, Institut d'études lévinassiennes, 2005.

- Philippe Lardinois, De Pierre Victor à Benny Levy, de Mao à Moïse ?, Luc Pire, 2008
- Rémi Soulié, Avec Benny Levy, Cerf, 2009
- Sébastien Repaire, Sartre et Benny Lévy : une amitié intellectuelle, du maoïsme triomphant au crépuscule de la révolution, préface de Jean-François Sirinelli, Paris, L'Harmattan, 2013, 260 p
- Gilles Hanus, Benny Lévy, l'éclat de la pensée, Verdier, 2013
- Gilles Hanus, Penser à deux ? Sartre et Benny Lévy face à face, L'Âge d'homme, 2013.
- Laurent Touil Tartour, Achever Sartre, Grasset, 2024.

#### Livres évoquant Benny Lévy
- Olivier Todd, Un fils rebelle, Grasset, 1981
- Simone de Beauvoir, La Cérémonie des Adieux, Gallimard, 1981
- Hervé Hamon, Patrick Rotman, Génération, Le Seuil :
  - T.1, Les années de rêve, 1987
  - T.2, Les années de poudre, 1988
- Joel Beinin, The Dispersion of Egyptian Jewry: Culture, Politics, and the Formation of a Modern Diaspora. Berkeley:  University of California Press, 1998
- Jean Daniel, Avec le temps, Grasset, 1999
- Bernard-Henri Lévy, Le Siècle de Sartre, Grasset, 2000
- Olivier Rolin, Tigre en papier, Seuil, 2002
- Jean-Claude Milner, L'Arrogance du présent, Grasset, 2009
- Bernard-Henri Lévy, Pièces d'identité, Grasset, 2010
- Claude Arnaud, Qu'as-tu fait de tes frères ?, Gallimard, 2010
- Bernard-Henri Lévy, L'Esprit du judaïsme, Grasset, 2016
- Pascal Bacqué, Le Père de Gabriel, Massot / S. Wiesenfeld ed., 2020

#### Interviews et articles
- Bernard-Henri Lévy, Pour Sartre, entretien avec Jean-Jacques Brochier, Le Magazine littéraire, février 2000
- Philippe Zard, « De Révolution en Révélation : impasse Benny Lévy », in Plurielles no 17 : « Figures du retour : retrouver, réparer, renouer », 2012
- Eric Aeschimann, Mais qui est donc Benny Lévy ?, Le Nouvel Observateur, 6 octobre 2013

### Filmographie
- Benny Levy, la Révolution impossible, documentaire d'Isy Morgensztern sur la Gauche prolétarienne et l'itinéraire de Benny Lévy ; production SZ Productions, Arte, Ina - versions française, anglaise et hébreue, 104 min